# Allaeochelys
 Allaeochelys  ist eine ausgestorbene Gattung der Schildkröten aus dem Eozän (vor 55,8 Millionen bis vor 33,9 Millionen Jahren). 
Ihre nächste heute lebende Verwandte ist die Papua-Weichschildkröte (Carettochelys insculpta). Allaeochelys gilt als Bindeglied zwischen den hartschaligen Wasserschildkröten und den Weichschildkröten (Trionychoidea). Diese Schildkröten bewegten sich im Wasser mit Hilfe ihrer paddelförmigen Flossen fort.
Aus der Fossillagerstätte Grube Messel bei Darmstadt stammen hervorragend erhaltene Fossilien der Art Allaeochelys crassesculptata. Diese Exemplare zeichnen sich dadurch aus, dass der Mageninhalt noch erhalten ist und so die Bestandteile der letzten „Mahlzeit“ der betreffenden Schildkröte untersucht werden können.
Im Juni 2012 wurde eine fossile Schieferplatte gefunden, die zwei Exemplare der Art Allaeochelys crassesculptata bei der Paarung zeigt. Mit einem datierten Alter von 48 Millionen Jahren ist dies das älteste Fossil von Wirbeltieren beim Geschlechtsakt.

## Arten
- Allaeochelys carasecai
- Allaeochelys crassesculptata